# Chrysolina khalyktavica
Chrysolina khalyktavica é uma espécie de artrópode pertencente à família Chrysomelidae.